# Bert Williams
Bert Frederick Williams (Bradley, West Midlands, 31 januari 1920 – Wolverhampton, 19 januari 2014) was een Engels voetballer, die speelde als doelman gedurende zijn carrière. Hij kwam het grootste deel van zijn loopbaan uit voor Wolverhampton Wanderers.

## Interlandcarrière
Williams speelde 24 interlands voor het Engels voetbalelftal in de periode 1949-1955, en nam deel aan het WK voetbal 1950. Daar kreeg hij de voorkeur boven Ted Ditchburn van Tottenham Hotspur. Hij kwam in alle drie de duels in actie voor The Three Lions.

## Erelijst
Wolverhampton Wanderers 
- Football League First Division

1954
- FA Cup

1949